# ایمی رودریگز
ایمی جوی رودریگز (به انگلیسی: Amy Joy Rodriguez) (زاده ۱۹۸۷ در کالیفرنیا) بازیکن فوتبال و عضو تیم ملی فوتبال زنان ایالات متحده آمریکا است.
او در پست مهاجم برای تیم‌های فیلادلفیا ایندپندنس، اف سی کانزاس سیتی و بوستون بریکرز بازی می‌کرد. و اکنون بازیکن تیم  یوتا رویالز اف‌سی است. رودریگز به خاطر سرعت بالایش مشهور است.

## جوایز و افتخارات

### بین‌المللی
- مدال طلای المپیک: ۲۰۰۸, ۲۰۱۲
- جام جهانی فوتبال زنان: ۲۰۱۵; جایگاه دوم: ۲۰۱۱
- جام طلایی کونکاکاف زنان: ۲۰۱۴
- جام آلگاروه: ۲۰۰۸، ۲۰۱۰، ۲۰۱۱، ۲۰۱۵
- مسابقات چهار کشور:۲۰۰۸، ۲۰۱۱

### باشگاهی
با باشگاه کانزاس سیتی
- قهرمانی لیگ ملی فوتبال زنان: ۲۰۱۴,[۲] ۲۰۱۵[۳]

### شخصی
- بازیکن ماه: ژوئن ۲۰۱۰
- تیم ستارگان: ۲۰۱۰
- بازیکن برتر قهرمانی لیگ ملی فوتبال زنان: ۲۰۱۵

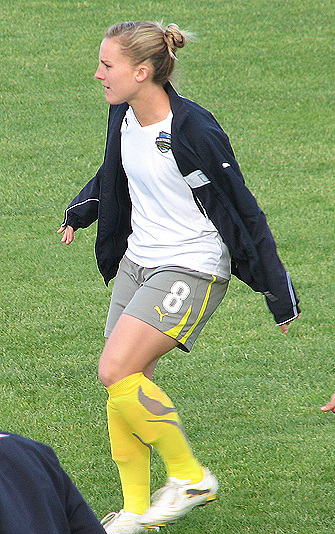